# ハインリッヒ・ロンメン
ハインリッヒ・アルベルト・ロンメン（Heinrich Albert Rommen、1897年2月21日 - 1967年2月19日）は、ドイツやアメリカを中心に活動した法学者、政治学者。

## 人物
1897年、ドイツのケルンに生まれる。ミュンスター大学、ミュンヘン大学で神学、哲学、経済学を学び、ボン大学で法学を修めた。1925年、ミュンスター大学で政治学の博士、ボン大学で法学の博士を得た。1936年に著した『自然法の永劫回帰』でナチス全体主義への抗議を表明してドイツを追われ、アメリカに亡命。戦後はフランクフルト大学およびナイメーヘン大学の客員教授も務め、1967年ワシントンで死去。

## 思想
1929年から1933年にかけてカトリック社会運動に積極的に携わり、「社会・経済秩序研究所」を創設、主宰するなど、常に社会の具体的状況から離れることはなかった。しかし、あくまで彼の方法論はトマス主義の伝統に従った、哲学と歴史の一般的前提に常に立ち帰るというもので、普遍的原理の確立という理論的作業に主眼が置かれていた。また一方で、新トマス主義の「開かれた哲学」の立場を採用し、キリスト教的価値哲学の構想を練っていた。
当初はヴァイマル共和政の出現という時代的問題意識から、法哲学・政治哲学上の古典的テーマたる国家論に歴史と倫理の二つの側面から取り組むが、共和政崩壊後のナチス支配という現実に触発されて、次第に自然法に取り組むようになる。なお国家論の成果は『スアレスの国家論』、『カトリック思想における国家』に結実し、特に後者は彼の博識を示す大著で、当時のありとあらゆる国家に関する学説が体系的に載せられた百科事典とも呼べる代物である。
第二次世界大戦後は、グスタフ・ラートブルフに象徴される再生自然法論の隆盛においてスコラ的・カトリック的自然法論の代表的論客として活動し、ベルギーのジャン・ダバンやイギリスのダントレーヴらと並んで自然法の再生に尽力した。

## 略歴
- 1867年 - 生まれる
- 1925年 - 政治学博士(ミュンスター大学)、法学博士(ボン大学)
- 1938年 - ドイツ脱出、イギリスを経てアメリカに渡り、コネチカット州セント・ジョセフ・カレッジ教授
- 1946年 - ミネソタ州セントポールセント・トーマス・カレッジ教授(政治学)
- 1953年 - ワシントンジョージタウン大学大学院教授(政治哲学)[5]
- 1967年 - 死去

## 主な著作
- 『スアレスの国家論』1926年
- 『自然法の永劫回帰』1936年
- 『カトリック思想における国家』1945年

## 主な論文
- 「社会学者としてのマックス・シェーラー」
- 「資本主義の将来」
- 「平和主義と国家理念」
- 「合理化と職業思想」
- 「職業身分的秩序づけと国家秩序」